# Édouard Branly
Édouard Eugène Désiré Branly, född 23 oktober 1844 i Amiens, Frankrike, död 24 mars 1940 i Paris, var en fransk fysiker och läkare.

## Biografi
Branly blev filosofie doktor 1873, samt professor i fysik vid Institut catholique i Paris år 1876. År 1882 blev han medicine doktor. Han bedrev främst forskning inom elektricitetslärans område, där han bland annat utförde undersökningar över elektriska urladdningar i gaser och undersökte metallpulvers elektriska egenskaper. Mest känd är Branly för sin uppfinning av den efter honom uppkallade "Branlys kohär".

## Kohären
Temistocle Calzecchi Onestis experiment med rör fyllda med metallspån, som rapporterats i "Il Nuovo Cimento" 1884, ledde till Branlys utveckling av den första radiovågsdetektorn, kohären, några år senare. Det var den första allmänt använda detektorn för radiokommunikation. Den bestod av järnfilspån inneslutna i ett isolerande rör med två elektroder, som kunde leda en elektrisk ström under verkan av en applicerad elektrisk signal. Kohärens funktion är baserad på det stora elektriska kontaktmotstånd som uppstår vid passage av elektrisk ström genom löst packade metallspån, vilket minskar när likström eller växelström appliceras mellan kohärens anslutningar vid en förbestämd spänning. Mekanismen är baserad på de tunna lagren av oxid som täcker alla filspån, vilket är mycket motståndskraftigt. Oxidlagren bryts ned när en spänning appliceras med rätt storlek, vilket gör att kohären "spärras" i dess låga motståndstillstånd tills spänningen avlägsnas och kohären är fysiskt avspänd. 

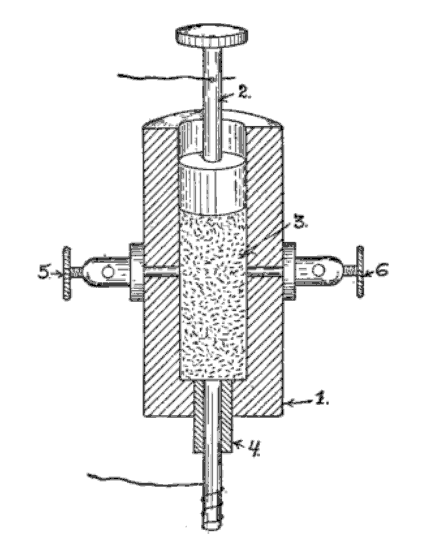
Branlys kohär.

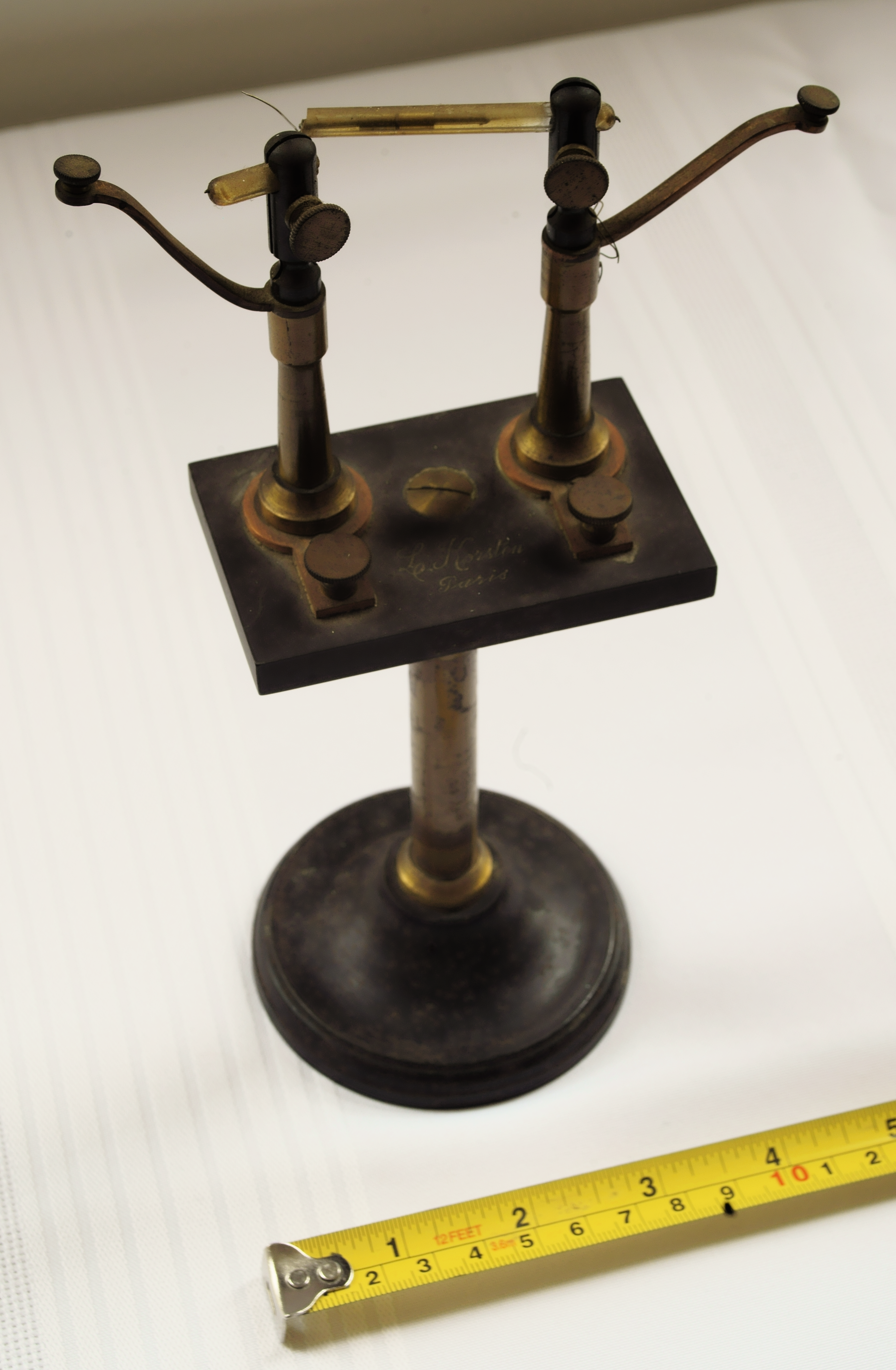
Originalversionen av Branlys "rör" (nr 78) för radiomottagning.

Kohären blev basen för radiomottagning och förblev i utbredd användning i ungefär tio år, fram till omkring 1907. Den utvecklades sedan vidare av Guglielmo Marconi och ersattes med kristalldetektorer.
År 1890 demonstrerade Branly vad han senare kallade "radioledaren", som Lodge 1893 kallade kohär, den första känsliga enheten för avkänning av radiovågor. Strax efter Hertz’ experiment upptäckte Branly att lösa metallspån, som i normalt tillstånd har högt elektriskt motstånd, förlorar detta motstånd i närvaro av elektriska svängningar och blir ledare av elektricitet. Enligt den vanliga förklaringen alstras då elektromotoriska krafter i den vilket verkar för att föra filspånen närmare tillsammans med minskande elektriskt motstånd som följd, vilket var orsak till att Sir Oliver Lodge benämnde denna del av apparaten som en kohär. Därför kan det mottagande instrumentet, som kan vara ett telegrafrelä, som normalt inte visar några tecken på ström från det lilla batteriet, gå i funktion när elektriska svängningar förs in. Branly fann vidare att när metallspånen en gång hade förtätats behöll de sitt låga motstånd tills de skakades isär, till exempel genom att knacka på det inneslutande röret.

## Hedersbetygelser

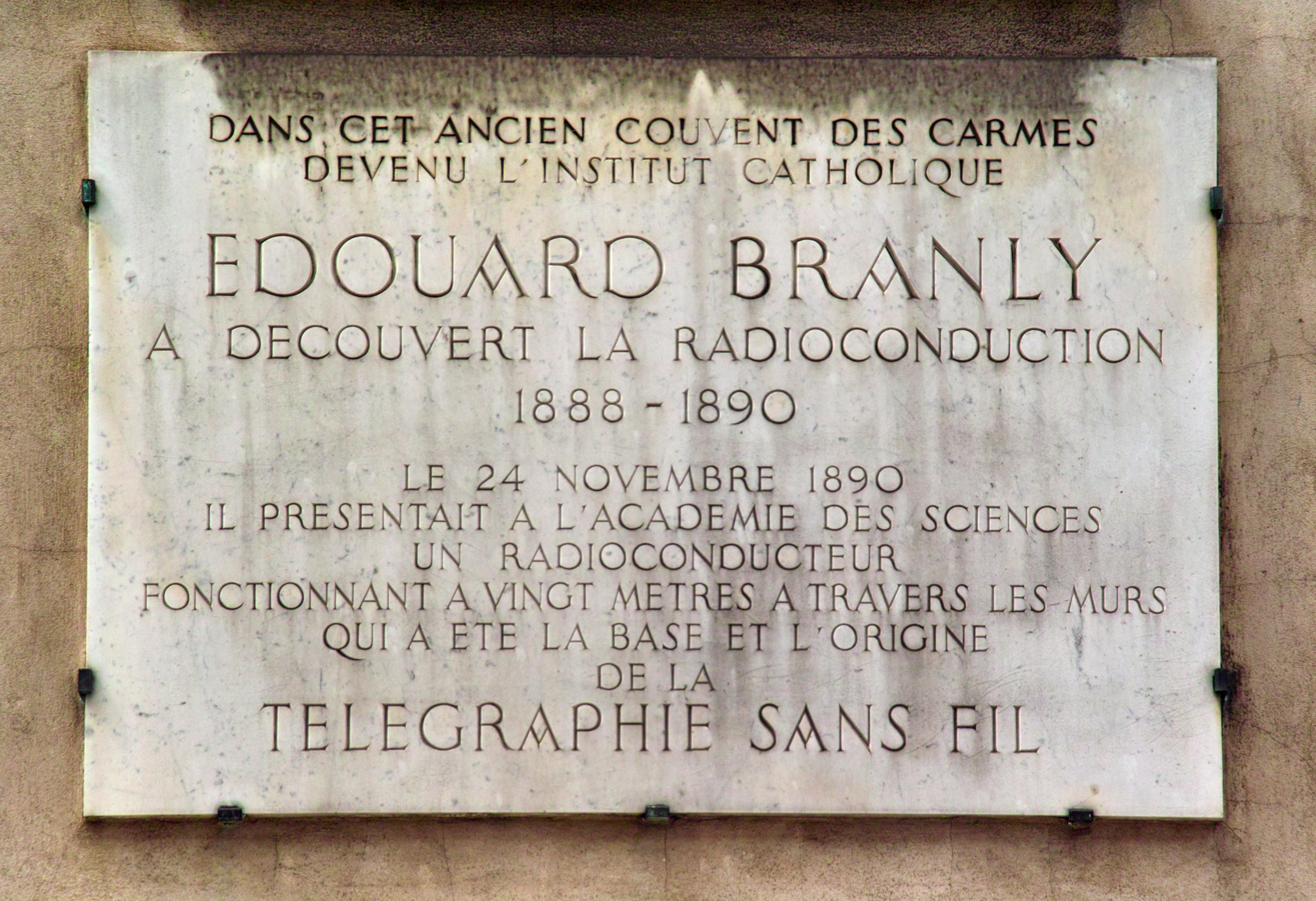
Minnesplatta på Musée Édouard Branly på rue d’Assas i Paris.

Branly nominerades tre gånger till Nobelpriset i fysik, men tilldelades aldrig det. År 1911 valdes han in till Franska vetenskapsakademin och vann över sin rival Marie Curie. Båda hade motståndare inom akademin: hon en kvinna och han en from katolik, som hade lämnat Sorbonne för en lärostol vid det katolska universitetet i Paris. Branly vann så småningom valet med två röster. År 1936 valdes han till Pontifical Academy of Sciences.
Branly nämndes som Marconis inspiratör till den första radiokommunikationen över den engelska kanalen, då Marconis meddelande var: "Herr Marconi skickar till Mr. Branly sina hälsningar över kanalen genom den trådlösa telegrafen, denna trevliga prestation är delvis resultatet av Mr. Branlys anmärkningsvärda verk."
Branlys upptäckt av radioledning ledde 2010 till en IEEE Milestone inom elektroteknik och datorer.